# مريم كاتلر
مريم كاتلر (بالإنجليزية: Miriam Cutler)‏ هي ملحنة أمريكية، ولدت في 1950 في الولايات المتحدة.

## وصلات خارجية
- الموقع الرسمي
- مريم كاتلر على موقع IMDb (الإنجليزية)
- مريم كاتلر على موقع قاعدة بيانات الفيلم (الإنجليزية)